# Friedrich Stanik
Friedrich Stanik (* 11. April 1898 in Borkum; † 25. Februar 1964 in Hamburg) war ein deutscher Kaufmann, Mitglied der Hamburgischen Bürgerschaft und SA-Brigadeführer. Von 1933 amtierte er als Vorstandsmitglied der Hamburger Hochbahn.

## Leben
Am 1. Dezember 1929 trat er in die NSDAP ein (Mitgliedsnummer 181.901). Von März 1929 bis Dezember 1930 führte er den SA-Sturm 17 (Motorsturm) in Hamburg. Danach wurde er Mitglied im Nationalsozialistischen Kraftfahrkorps (NSKK) als Mitglied Nr. 879. Ab dem 1. Mai 1931 leitete er das NSKK in Hamburg. Seit 1931 gehörte er der Hamburger Bürgerschaft bis 1933 an.
Im Frühjahr 1932 kam es zu Spannungen innerhalb des Deutschnationalen Handlungsgehilfen-Verbandes (DHV) wegen der Richtung der Politik von Heinrich Brüning. Stanik erhielt von der Leitung des Gaus Hamburg den Auftrag, die Stellungnahme des DHV zu dieser Politik in einem Artikel zu verurteilen. Der DHV reagierte darauf mit einem Ausschluss Staniks aus dem DHV. Seit 1932 war er im Aufsichtsrat der Hamburger Hochbahn AG (HHA). Ab dem 10. April 1933 bestimmten die Mitglieder der NSDAP die Personalpolitik bei der HHA. Die Besetzung des Vorstandsvorsitzenden, der Vorstandsmitglieder und der Direktor der Hochbahn wurden ausgewechselt, so dass Stanik den Posten des Generaldirektors und des Vorsitzenden des Vorstandes einnahm und damit Wilhelm Stein beurlauben ließ. In dieser Funktion blieb er bis 1945.
Im Jahr 1934 erfolgte am 21. Dezember Staniks Ernennung zum Hamburger Staatsrat. Im Jahr 1937 und von 1939 bis 1941 wurde er Gauinspektor und ab 1941 Stellvertreter des Gauleiters Karl Kaufmann im Gau Hamburg mit den Aufgaben für den Einsatz von Arbeitskräften z. B. nach einem Luftangriff betraut. Am 30. Januar 1939 wurde ihm das Goldene Parteiabzeichen der NSDAP verliehen.
Im Jahr 1942 wechselte Stanik am 15. September zur SA im Rang eines SA-Oberführers. Seine Beförderung zum SA-Gruppenführer erfolgte am 5. August 1943 in der SA-Gruppe Hansa. Im gleichen Jahr wurde er noch zuvor zum SA-Brigadeführer befördert. Während der britischen Luftangriffe im Juli 1943 half Stanik dabei, Menschen aus dem brennenden Stadtteil Rothenburgsort zu evakuieren.
Als hochrangiger NSDAP-Funktionär wurde Stanik am 31. Juli 1945 des Amtes als Hochbahn-Vorstands enthoben, wobei er zu diesem Zeitpunkt bereits von der britischen Besatzungsmacht interniert worden war. Obwohl Stanik umfangreiche Versuche unternahm, seine Rolle als Funktionär zu relativieren, wurde er vom britischen Spruchgericht im Februar 1948 zu einer fünfjährigen Jahren Gefängnisstrafe und einer Geldstrafe von 10.000 Reichsmark verurteilt. Das Gefängnisurteil wurde allerdings nicht vollstreckt. In mehrjähriger gerichtlicher Auseinandersetzung erreichte Stanik zudem eine Herabstufung zum „Mitläufer“, konnte seine Geldstrafe auf weniger als 1.600 DM senken und setzte darüber hinaus Rentenansprüche gegen die Hochbahn durch. Anschließend kehrte Stanik nicht in die Verkehrswirtschaft zurück, sondern betätigte sich als Weinvertreter und Kaffeehändler, bevor er am 25. Februar 1964 einem Herzinfarkt erlag.